# 江戸川郵便局
江戸川郵便局（えどがわゆうびんきょく）は東京都江戸川区にある郵便局。民営化前の分類では集配普通郵便局であった。

## 概要
住所：〒132-8799 東京都江戸川区松島1-19-24

### 分室
分室はなし。過去に存在した分室は以下のとおり。
- 保険分室 - 1949年（昭和24年）に廃止。
- 城東分室 - 1954年（昭和29年）に廃止。

## 沿革
- 1921年（大正10年）4月1日 - 東京府南葛飾郡松江村に東小松川郵便局（三等郵便局）として開局[1]。
- 1925年（大正14年）11月16日 - 郵便物集配及び電信事務を開始[2]。
- 1937年（昭和12年）11月1日 - 江戸川郵便局に改称、等級を三等から二等に改定[3]。
- 1941年（昭和16年）9月11日 - 江戸川区西小松川一丁目に保険分室を設置[4]。
- 1949年（昭和24年）5月29日 - 江戸川区東小松川三丁目から同区西小松川一丁目に移転[5]、保険分室を廃止[6]。
- 1951年（昭和26年）11月19日 - 城東分室を江東区亀戸九丁目から同区大島町一丁目に移転[7]。
- 1954年（昭和29年）11月1日 - 城東分室を廃止。同分室の取扱事務を城東郵便局に承継。
- 1956年（昭和31年）12月1日 - 電話通話事務の取扱を開始。
- 1957年（昭和32年）2月25日 - 和文電報受付事務の取扱を開始。
- 2000年（平成12年）8月14日 - 外国通貨の両替および旅行小切手の売買に関する業務取扱を開始。
- 2007年（平成19年）10月1日 - 民営化に伴い、併設された郵便事業江戸川支店に一部業務を移管。
- 2012年（平成24年）10月1日 - 日本郵便株式会社の発足に伴い、郵便事業江戸川支店を江戸川郵便局に統合。
- 2016年（平成28年）2月1日 - ゆうゆう窓口の24時間営業を廃止。

## 取扱内容
- 郵便、印紙、ゆうパック、内容証明
- 貯金、為替、振替、振込、国際送金、外貨両替、国債、投資信託
- 生命保険、バイク自賠責保険、自動車保険、変額年金保険、がん保険、引受条件緩和型医療保険
- ゆうちょ銀行ATM
- 江戸川区内の一部地域（〒132-xxxx）の集配業務
- ゆうゆう窓口

## 周辺
- 江戸川区役所
- 小松川警察署
- 東京都立江戸川高等学校
- 関東第一高等学校
- 荒川・中川

## アクセス
- JR総武本線 新小岩駅から南へ約2km（徒歩約23分）
- 都営バス、京成タウンバス 小松川警察署停留所下車
- 首都高速7号小松川線 小松川出入口から北西へ約800m
- 首都高速中央環状線 船堀橋出入口から北へ約2.5km、平井大橋出入口から南東へ約3km
- 国道14号（京葉道路）沿い
- 駐車場あり：4台